# Strupčice (rozhledna)
Rozhledna Maják se nachází na bývalé důlní výsypce asi jeden kilometr severovýchodně obce Strupčice v (okrese Chomutov).

## Historie
Stavbu podle projektu architektů Klody, Feistnera a Pechanková postavili dobrovolníci v rámci kurzu „Artefakt“ při natáčení dokumentárního filmu o Mostecku Martina Ryšavého Na vodě. Náklady na konstrukci pouze s použitím dřevěných prvků činily 120 000 Kč a byly hrazeny z prostředků na natáčení společnosti Bionaut Films. Celková výška rozhledny je 7,5 m, vyhlídková plošina je ve výšce 4,8 m. K slavnostnímu otevření došlo 24. července 2012.

## Výhled
Rozhledna stojí na okraji velkodolu Vršany, za ní je patrná tepelná elektrárna Komořany, nacházející se na místě bývalé obce stejnojmenné obce. Dále od východu lze zhlédnout Most, České středohoří, výsypku Březno, obec Strupčice, Chomutov, Jirkov a za ním Krušné hory.

## Přístup
Rozhledna je přístupná po místních komunikacích ze vsi nebo po cyklostezce od Vrskmaně.